# DeHart Hubbard
William DeHart Hubbard (Cincinnati, 25 novembre 1903 – Cleveland, 23 giugno 1976) è stato un lunghista statunitense, il primo afroamericano a vincere una medaglia d'oro ai Giochi olimpici in un evento individuale, nel 1924 a Parigi.

## Biografia
Figlio di un autista di Cincinnati, frequentò e si diplomò alla Walnut Hills High School di Cincinnati, e successivamente si laureò con lode presso l'Università del Michigan, dove fu per tre volte campione nei Giochi universitari (nel 1923 e 1925 nel salto in lungo, nel 1925 nelle 100 iarde).
Ai Giochi olimpici di Parigi del 1924 gareggiò nel salto in lungo vincendo la gara con un salto di 7,445 m. Successivamente ha stabilito il record mondiale di salto in lungo con 7,89 m (25 piedi 10 ¾ pollici) a Chicago nel giugno del 1925 ed eguagliato il record mondiale di 9"6 secondi per le 100 iarde a Cincinnati (Ohio) un anno dopo.
Hubbard può essere considerato un precursore di Jesse Owens, in quanto nel 1925 fu il primo a detenere contemporaneamente il mondiale del lungo (7,89 m) e, con altri, delle 100 iarde (9"6).
Ha poi lavorato come consulente per le relazioni etniche nella Federal Housing Authority. Morì a Cleveland (Ohio) nel 1976.
Nel 1979 Hubbard fu introdotto postumo nella Hall of Honor dell'Università del Michigan.

## Palmarès
| Anno | Manifestazione  | Sede      | Evento         | Risultato | Prestazione | Note |
| ---- | --------------- | --------- | -------------- | --------- | ----------- | ---- |
| 1924 | Giochi olimpici | Parigi    | Salto in lungo | Oro       | 7,445 m     |      |
| 1924 | Giochi olimpici | Parigi    | Salto triplo   | nm (q)    | nm (q)      |      |
| 1928 | Giochi olimpici | Amsterdam | Salto in lungo | 11º (q)   | 7,11 m      |      |